# Gabriel Thierry
Pour les articles homonymes, voir Thierry.

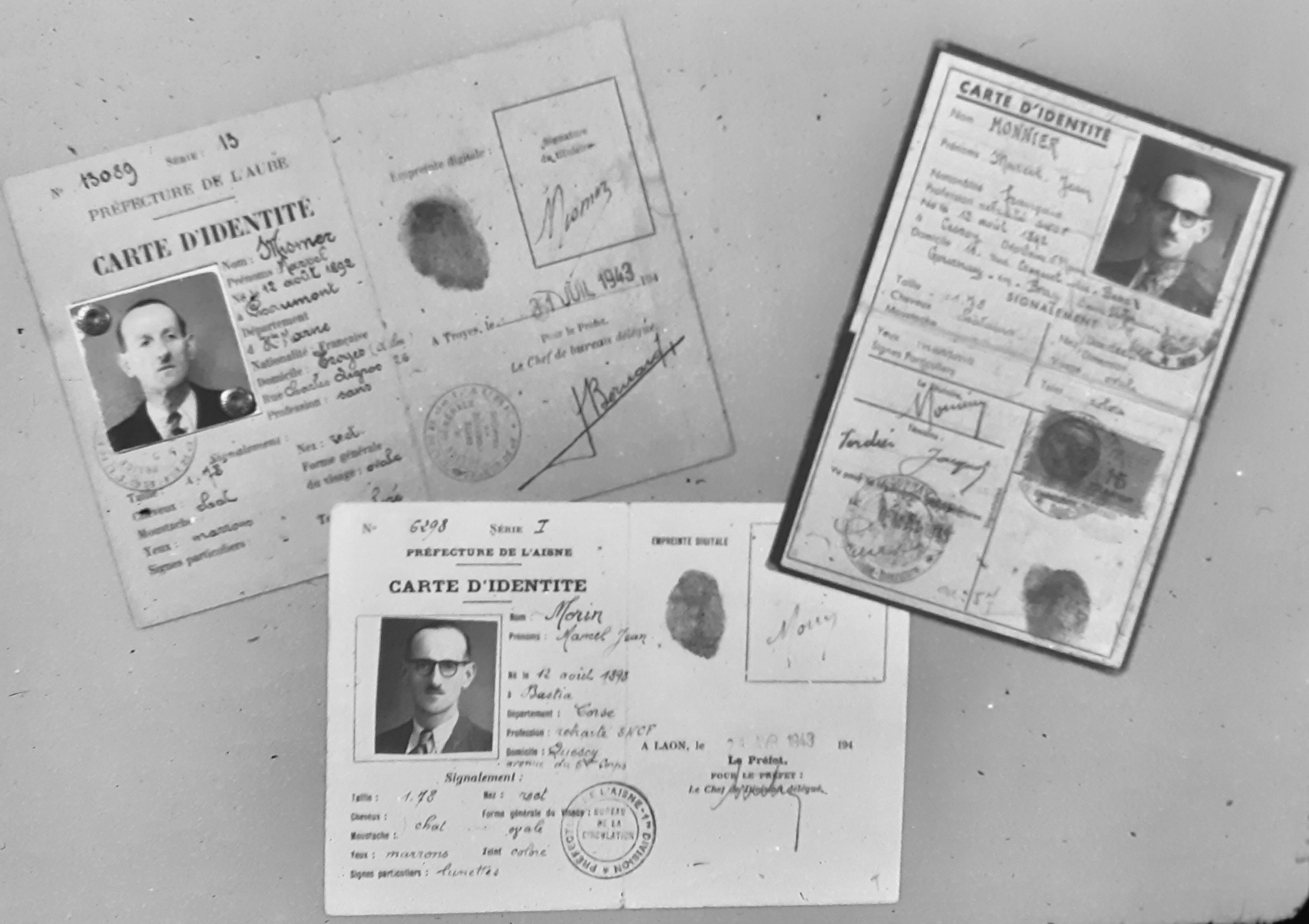
Fausses cartes d'identité utilisées par Gabriel Thierry pendant la Résistance.

Gabriel Thierry, né le 12 août 1896 à Chaumont (Haute-Marne) et mort le 7 août 1972 à Troyes (Aube), est un cheminot, un militant socialiste, un élu local et le cofondateur du journal Libération Champagne. Résistant français, il devient notamment chef du service des sabotages ferroviaires de Libération-Nord en 1943. Il est compagnon de la Libération.

## Première Guerre mondiale
Gabriel Thierry est incorporé à l’âge de 19 ans en avril 1915 dans le 170e régiment d'infanterie. Blessé le 10 juin 1918 par éclats à Marigny-en-Orxois (Aisne) et élevé au grade de lieutenant en octobre 1918, il termine le conflit avec quatre citations.
Il est nommé chevalier de la Légion d’honneur, à titre militaire, en juillet 1925.

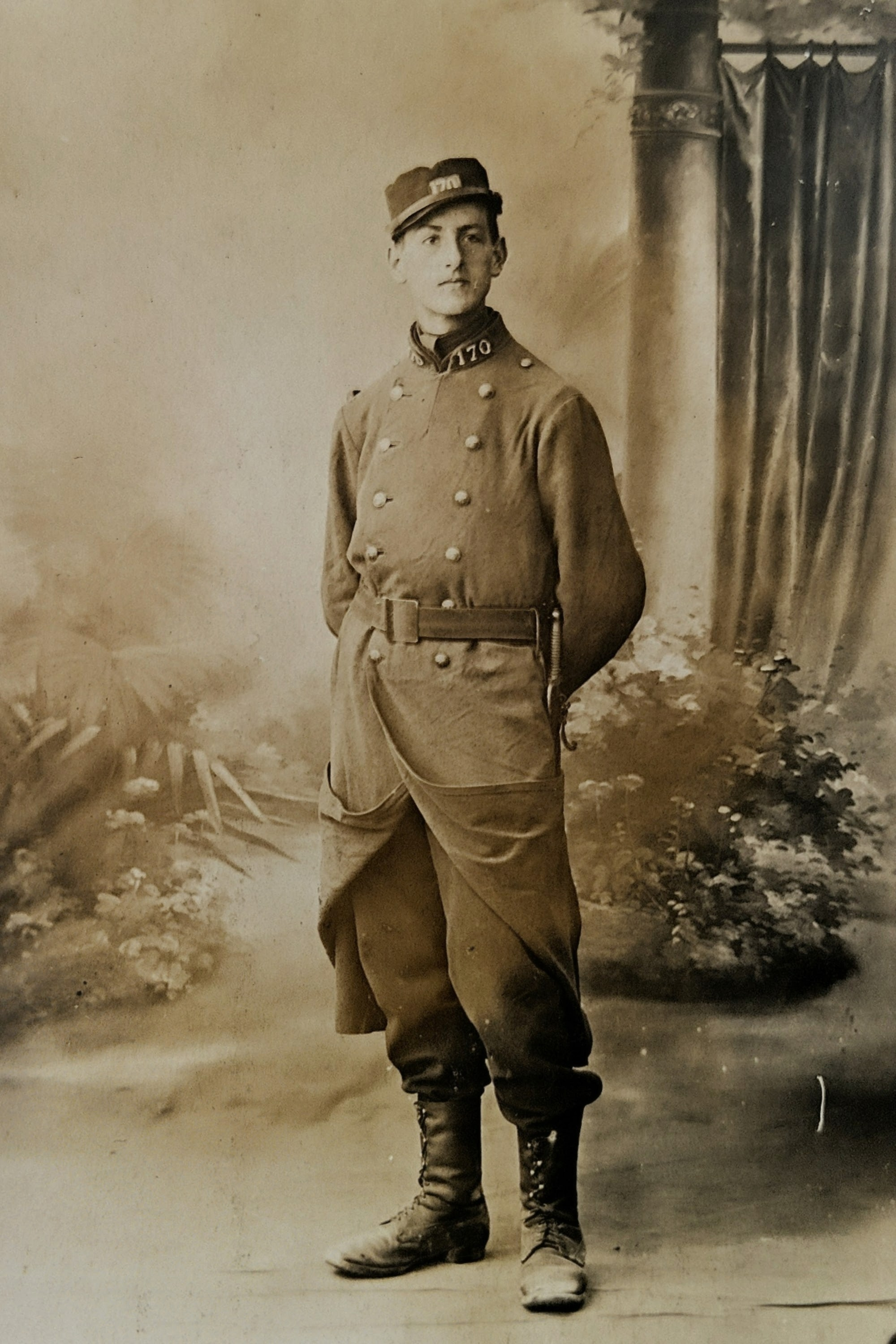
Photo de Gabriel Thierry habillé en poilu de la guerre 1914-1918

## Cheminot et militant socialiste
Gabriel Thierry adhère à la Section française de l'Internationale ouvrière (SFIO) en 1923. Il devient en 1931 secrétaire de la Fédération socialiste de la Marne.
Inspecteur à la SNCF, il est muté en 1941 au PC traction de cette entreprise à Troyes et s’installe dans l’Aube.
À la Libération il participe à la réorganisation de la section auboise du Parti socialiste dont il devient membre de la Commission exécutive.

## Seconde Guerre mondiale
Gabriel Thierry est mobilisé en 1939 comme lieutenant d’infanterie. Démobilisé en août 1940, il entre en Résistance en 1941, fondant un réseau de renseignement et de sabotage, réseau rattaché plus tard à l’Organisation civile et militaire, puis à Résistance-Fer.
Il organise le 4 juillet 1943 le sabotage de 13 machines du dépôt Troyes Preize,. Échappant de justesse à la Gestapo le 3 août 1943, il se rend à Paris et rejoint le commandement central du mouvement Libération-Nord. Responsable pour le mouvement du service de sabotage sous le nom de Marcel Mismer (nom de jeune fille de sa mère), avec autorité sur quarante départements de la Zone nord, il dirige de multiples opérations qui aboutissent à la destruction de 375 locomotives,.
Il revient le 25 mai 1944 dans l’Aube où il prend la tête du Comité départemental de libération clandestin. Il participe activement aux combats libérateurs de Troyes alors qu’entrent dans la ville les chars de la 4e division blindée du général Wood (3e armée du général Patton). Gabriel Thierry accompagne le nouveau préfet lors de sa prise de fonctions dans l’Aube.
Après avoir refusé de devenir préfet de la Haute-Marne, il est nommé le 28 août 1944 maire provisoire de la commune de Sainte-Savine, dans la banlieue de Troyes.
Il devient par décret du 20 janvier 1946 compagnon de la Libération.

## Cofondateur deLibération-Champagne
Gabriel Thierry et le résistant Germain Rincent fondent le 28 août 1945 la SARL Libération Champagne (quotidien de la démocratie socialiste). Le journal est d'abord hebdomadaire à partir du 13 octobre 1944 puis devient quotidien le 4 septembre 1945 (jour anniversaire de la proclamation de la IIIe République). Gabriel Thierry signe l'éditorial de ces deux numéros.

## Élu local de 1945 à 1971
Gabriel Thierry est élu maire de Sainte-Savine pour la première fois en avril 1945. Réélu ensuite à chaque scrutin, il occupera cette fonction jusqu’en mars 1971.
Il est élu conseiller général du deuxième canton de Troyes en septembre 1945 et devient le mois suivant président du Conseil général de l’Aube (jusqu’au 30 mars 1949).
Il est de nouveau élu conseiller général en 1965 et 1970 mais doit abandonner ce dernier mandat en 1971 pour raison de santé.
Gabriel Thierry décède le 7 août 1972 au centre hospitalier de Troyes. Il est inhumé à Sainte-Savine.

## Distinctions
Précisées sur le site de l’Ordre de la Libération :
- Croix de guerre 1914–1918 (quatre citations)
- Chevalier de la Légion d'honneur, par décret du 5 juin 1925[12]
- Croix de guerre 1939–1945 (deux citations)
- Croix du combattant volontaire
- Officier du Mérite combattant
- Compagnon de la Libération, décret du 20 janvier 1946
- Officier de la Légion d'honneur, par décret du 22 août 1946[12]
- Médaille de la Résistance française par décret du 31 mars 1947[13]
- King's Medal for Courage in the Cause of Freedom (Royaume-Uni), par décret du 21 août 1945, présenté le 24 octobre 1947[14]
- Commandeur de la Légion d'honneur, par décret du 1 février 1962[12]

## Hommage
A Sainte-Savine, l’avenue où est situé le collège public de la commune est baptisée du nom de Gabriel Thierry.